# Zawada (Piotrowice koło Karwiny)
Zawada (cz. Závadaⓘ, niem. Zawada) – wieś i gmina katastralna o nazwie Závada nad Olší (Zawada nad Olzą) w zachodniej części gminy Piotrowic koło Karwiny, w powiecie Karwina, w kraju morawsko-śląskim, w Czechach, na Zaolziu. Powierzchnia 304,11 ha (14,9% obszaru gminy), w 2001 liczba mieszkańców wynosiła 734, zaś w 2010 odnotowano 248 adresów. Położona jest u ujścia Pietrówki do Olzy, rzeki te stanowią również granice Zawady kolejno z Gołkowicami i Godowem w Polsce (od strony północnej) i Dziećmorowicami (na zachodzie).

## Historia

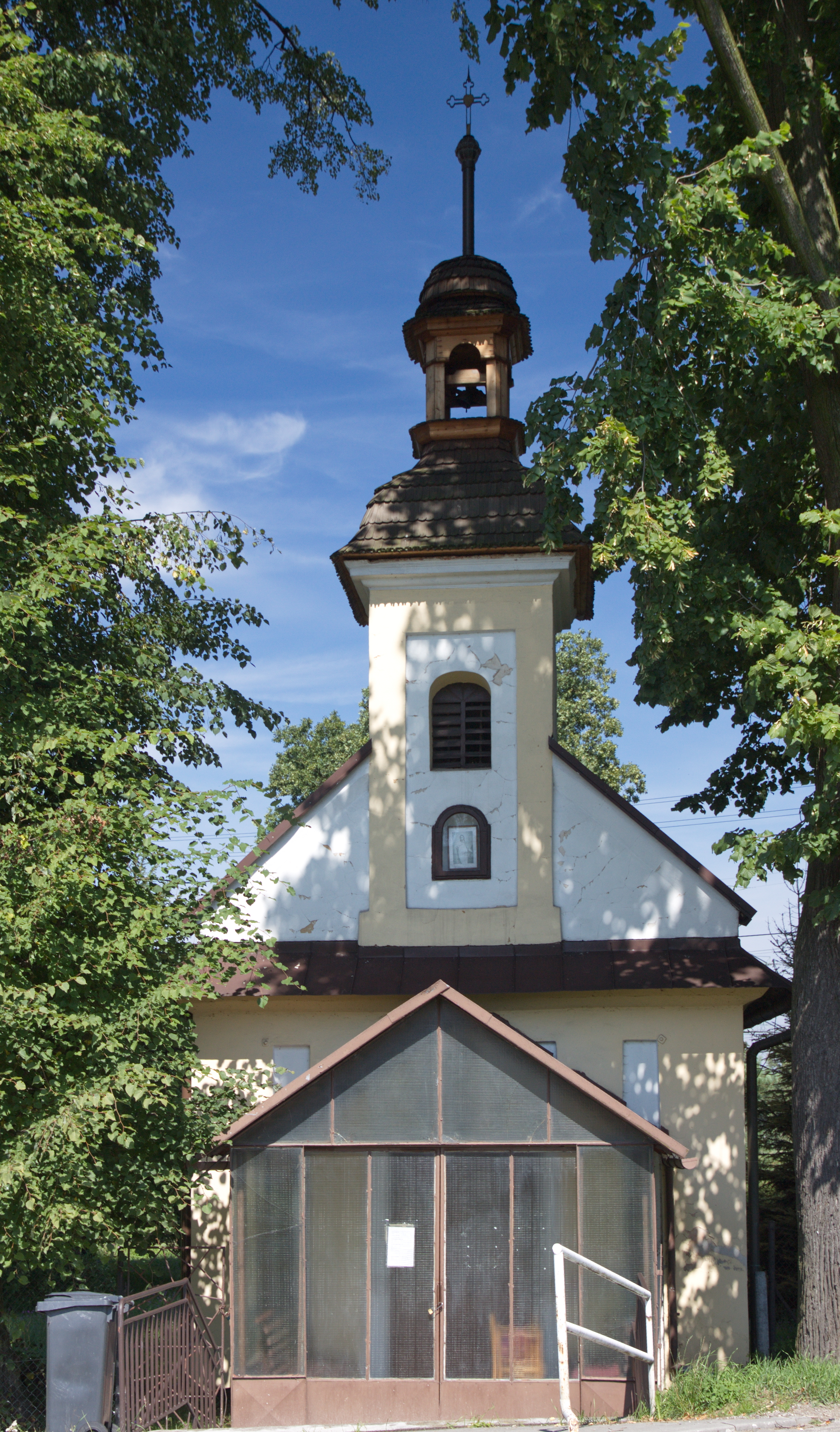
Kaplica św. Jana Nepomucena

Pierwsza wzmianka pochodzi z 1447 roku.
Według austriackiego spisu ludności z 1910 roku Zawada miała 590 mieszkańców, z czego 545 było zameldowanych na stałe, 519 (95,2%) było polsko-, 21 (3,9%) niemiecko-, a 5 (0,9%) czeskojęzycznymi; 572 (96,9%) było katolikami, 7 (1,2%) ewangelikami, a 11 (1,9%) wyznawcami judaizmu.
W 1920 miejscowość znalazła się w granicach Czechosłowacji, przejściowo od października 1938 do końca sierpnia 1939 w Polsce (zob. czechosłowacko-polski konflikt o Śląsk Cieszyński), od 1945 ponownie w Czechosłowacji, a w 1952 w granicach administracyjnych Piotrowic koło Karwiny.
Przed wejściem Czech i Polski do strefy Schengen (21 grudnia 2007), funkcjonowało tu przejście graniczne z Polską: Gołkowice-Zawada.

## Ludzie związani z Zawadą
- Zbigniew Jasicki – rektor Politechniki Śląskiej i Politechniki Poznańskiej.